# Tricholaema diademata
Tricholaema diademata là một loài chim trong họ Lybiidae.